# 京都朝鮮学校公園占用抗議事件
京都朝鮮学校公園占用抗議事件（きょうとちょうせんがっこうこうえんせんようこうぎじけん）は、日本の右派系市民団体「在日特権を許さない市民の会」（在特会）・「主権回復を目指す会」（主権会）・「チーム関西」に所属する活動家らが、京都朝鮮第一初級学校（以下「初級学校」と表記）による勧進橋児童公園の不正占用に抗議するとして、2009年（平成21年）12月4日に同校校門前で抗議街宣活動を行い、抗議者側が威力業務妨害罪、朝鮮学校側が都市公園法違反に問われた事件。
安田浩一によると2009年までは特に地域住民から市への苦情などは寄せられていなかったとされるが、SAPIOの2014年6月号の記事によると、朝鮮学校に占有されていたために公園に近づけない、朝鮮学校の人間に公園から追い出されたといった複数の住民の証言がある。2009年2月に道路工事に伴って公園の面積が大幅に縮小されて以降は公園の使用に関するトラブルが増加し、事件前の2010年8月27日の時点では近隣住民から朝鮮学校の公園使用について京都市へ苦情が寄せられるようになっていたという。抗議者側を批判する立場からは京都朝鮮学校襲撃事件と呼ばれる。
2014年まで、刑事・民事のいずれについても確定判決が下りており、初級学校側は、都市公園法違反により罰金10万円の略式命令を受け、在特会等は、構成員等が刑事事件として侮辱罪・威力業務妨害罪・器物損壊罪について執行猶予付の有罪判決を受けたほか、朝鮮学校側提訴の民事訴訟においては、朝鮮学校による公園の使用や私物の設置が市の許可を得ておらず違法状態のまま継続されてきたことや近隣住民とのトラブルの存在が事実認定されたものの、「公園の不法占拠を糾弾するだけでなく、在日朝鮮人を劣悪な存在であるとして嫌悪・蔑視し」「公益を図る目的であったということはできない」として街宣の禁止と計1226万3140円の賠償命令を受けた。なお、この事件は、公安調査庁が年次で発行している内外情勢の回顧と展望（平成22年版）においても「排外主義を掲げ執拗な糾弾活動を展開する右派系グループ」として、コラム内で取り上げられている。

## 事件に至るまでの経緯

### 背景事情

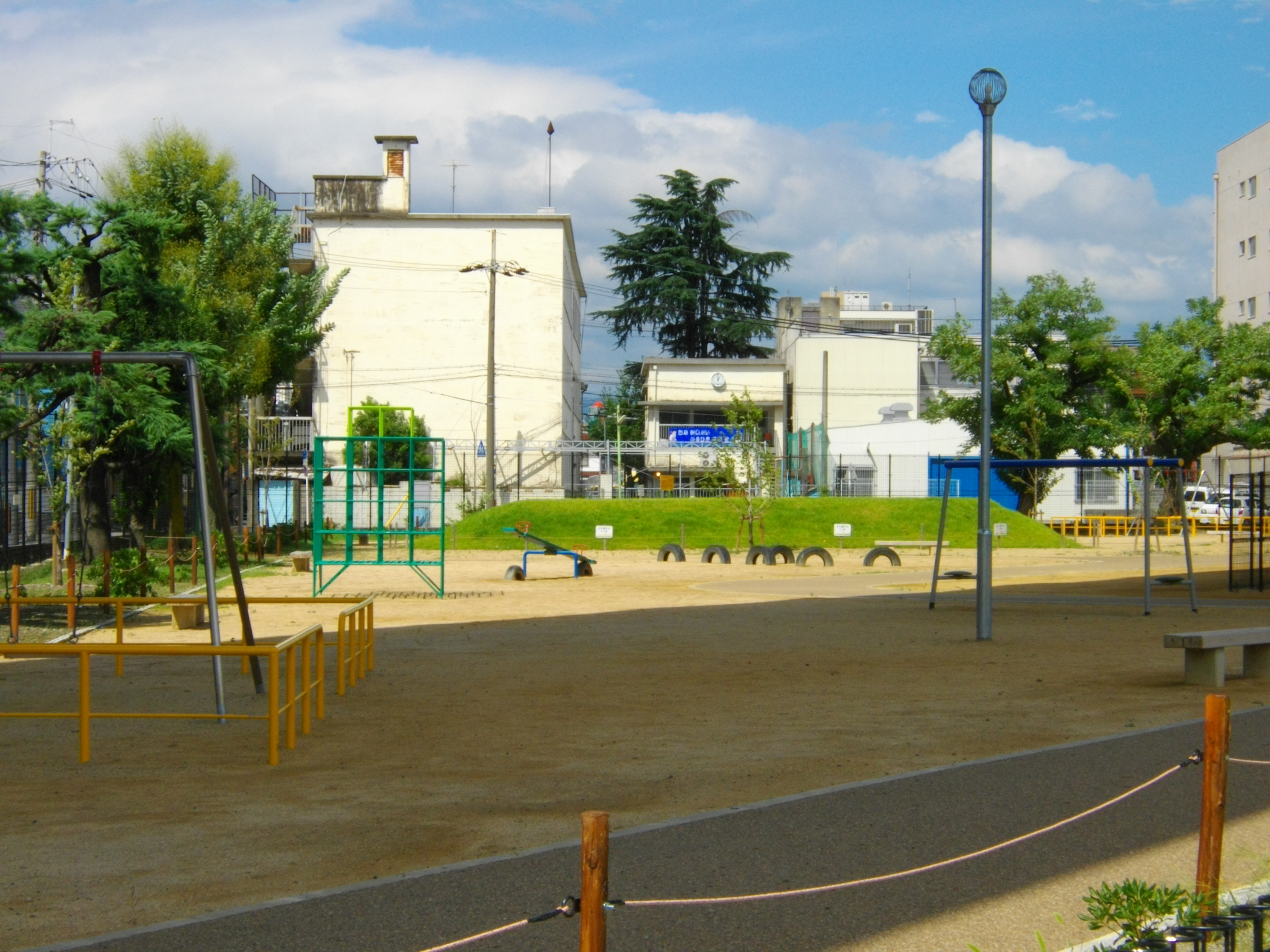
事件後に整備された「勧進橋児童公園」（2012年9月に撮影）
事件当時は勧進橋児童公園内に無許可で朝礼台、サッカーゴール、朝鮮学校から繋がれた放送用スピーカーも設置されていた。公園の向こう側の建物が朝鮮学校の校舎

1946年（昭和21年）に設立された初級学校は、1960年（昭和35年）に校舎を勧進橋町に移転させたが、その際に自前の運動場を確保できなかったことから、校舎に隣接する都市公園「勧進橋児童公園」に市の許可を得ることなく朝礼台等を設置し、学校の運動場として占拠するようになった。
その後は公園内を金網で区切り、一方を児童公園として、一方を初級学校の運動場として使うという一種の「棲み分け」状態とすることで、初級学校の占拠は事実上黙認されていた。運動場を使用しない時間帯は公園として一般に開放し、運動場でバザー等の行事を開く際には近隣住民に挨拶して無料券を配るなど、初級学校側が近隣住民から理解を得ることに努めたこともあって、公園使用に関するトラブルは長い間起こっておらず、同公園の管理者である京都市南部みどり管理事務所（以下「管理事務所」と表記）によると、2009年（平成21年）頃までは市民からの苦情や要請が寄せられることもなかったという。
しかし、2009年（平成21年）2月、阪神高速8号京都線（現：第二京阪道路）の延伸工事に伴い公園の面積が大幅に縮小されたのにあわせて、運動場部分との区切りに使われていた金網が撤去されたことで両者の「棲み分け」は困難になり、以降は管理事務所にも「朝鮮学校が公園を私物化しているのは問題ではないか」「学校が設置したサッカーゴールのせいで地元の子供たちが遊べない」など、学校側の公園利用に対して近隣住民からの抗議の声が寄せられるようになった。そのため市側は公園内にあるサッカーゴールと朝礼台が初級学校の所有物であることを確認した上で、都市公園法に違反するとしてそれらを撤去するよう指導した。安田浩一によれば、その後の協議の結果、2010年（平成22年）1月に初級学校が設置物を撤去するとの合意がなされていたというが、その時期を過ぎても朝鮮学校は公園を使用し続けており、地元の住人が2011年夏になって要望書を京都市に提出したことで、市から運動場としての使用を禁止されることになった。
SAPIOの2014年6月号には「当初『公園の使用は平日の午前中だけ』という約束だったのに、いつの間にか朝礼台やサッカーゴールを持ち込んで朝から夕方まで使うようになったんですよ。土日もサッカーのクラブ活動で占領しているし、小さな子やお年寄りは公園に近づけなかったですね」（70代の女性）、「公園に行ったら若い教師に『ここはうちのグラウンドだ』と追い出されたこともあったよ。登下校時は生徒の送迎で道が大渋滞したし、夏祭りのときは焼肉の臭いと煙がすごかった。祭りで使えるビール券などを近所に配るんだけど、とても輪に入れる雰囲気ではなかったね」（70代の男性）という古くからの住民の発言が記載されている。
なお初級学校側は1963年（昭和38年）に京都市・町内会と交渉して承諾を得た上で公園を使用していたと主張しているが、市側は当時の資料が残っていないため確認できないとしており、また朝礼台等の設置にあたって都市公園法上の正式な占用許可を得ていなかったため、後に当時の校長が罰金刑を科されているほか、裁判でも朝鮮学校による公園の使用が市の許可を得ておらず、違法状態のまま継続されていたことが事実認定されている（後述）。

### 地域住民の苦情と在特会への抗議依頼
安田浩一の『ネットと愛国』によれば、勧進橋児童公園の近隣に建つマンションに事件の10年ほど前から住んでいる30代の会社員の男性は、公園を使用する初級学校関係者が無許可でバザーなどの営利行為を続けていることや、禁止されている火気を持ち込んで園内で焼肉パーティーを行い、その煙が周囲の住宅に流れてくること、行事のたびに公園周辺が違法駐車の車で一杯になること、公園で遊ぼうとした自分の子供が朝鮮学校の生徒に「じゃまだから出て行け」と脅される事件があったことなどから警察への取り締まりの依頼や、行政への指導を要請したが動いてもらえず、状況は全く変わらなかった。男性は過去に在日朝鮮人集住地域で暮らしていた際、在日朝鮮人に嫌がらせを受けたことなどがあったために危険を感じ、自分で朝鮮学校に抗議に行くことも難しいと考え、今度は過激な行動を起こしてくれるような団体をインターネットで探し始めた。その際に在日朝鮮人に対する糾弾活動を盛んに行う在特会の存在を知った男性は、公園不正使用の実態や公園内における違法駐車車両の写真をメールで送付し、初級学校への抗議を依頼した。
この男性は、事件後の安田の取材に対して「誰も住民のために動いてくれる機関がないなかで、在特会だけが立ち上がってくれたんです」「自分以外にも在特会に感謝している住人はたくさんいると思いますよ。たしかに在特会は少し荒っぽいところがあるけれど、彼らの主張は僕らの心の叫びでもあるんです」と答えている。
京都地裁判決によれば、次の経緯を経ている。
2009年5月頃から、京都市に対し複数の近隣住民から朝鮮学校の公園の使用に関するもの、住民の公園使用の際に朝鮮学校側と言い争いになったなどの苦情が寄せられ始め、これに対し市担当者は、朝鮮学校に対しサッカーゴールや朝礼台などを撤去するよう指導。校長はこれまでの経緯からこれまで通りの本件学校による公園使用を黙認することを求めすぐには撤去に応じなかったが、最終的に2010年1月末までに撤去を約束した。
その後、朝鮮学校は2009年8月8日に京都市から許可を得ることなく本件公園で祭りを行い、その際の喧騒や違法駐車、火気を使用したことについて、さらに、近隣住民から京都市に苦情が寄せられた。市担当者は、朝鮮学校に対し今後は公園の使用許可を得る、火気を使わないよう指導。しかし、朝鮮学校は、同年10月4日にも市から許可を得ることなく公園で運動会を行い、これに対しても違法駐車や放送の音量、また酒類の販売や飲酒がされていたことについて近隣住民から苦情が寄せられた。市担当者は、その後、同年11月にも公園で朝鮮学校のための資金調達のための即売会を予定していることを知り、朝鮮学校に対し、近隣住民の理解が得られるような本件公園の使用にとどめるよう指導した。そこで、上記即売会では、父兄の会により交通整理が行われ、また、公園内での飲酒、喫煙、火気使用をしないよう呼びかけも行われた。
しかし同年11月13日、在特会関西支部宛てに本件学校の近隣住民から朝鮮学校が本件公園を校庭として使用し、無許可で即売会も行っており、近隣住民が迷惑しているとのメールが送られ、在特会側は色々確認した上で、12月初めに攻撃しようと考えておりますと返信した。

### 在特会による抗議直前の動き
前述の住民男性からのメールを受け取った在特会では、関西支部会計・西村斉が中心となって初級学校への抗議計画を立案した。また西村は自身が幹事を務める主権会関西支部の事務局長・荒巻靖彦に相談し、協力を依頼した。
西村・荒巻らは2009年（平成21年）秋頃、現場の下見を兼ねて管理事務所を訪問し、管理事務所から翌年1月の設置物撤去予定などについて説明を受けた。また在特会は市役所側と数次にわたる面談を行い、「都市公園法が成立したのは昭和31年（1956年）で、その年のうちに施行されている。自治体との話し合いがなされたからと言って都市公園法やそれに基づく条例に違反するような取り決めは認められない。三者協議のその時点で不法な公園占用にあたる」とし、これが1963年から続く約50年間の公園不法占拠に相当すると判断した。
11月19日には動画投稿サイト「YouTube」に「京都朝鮮学校が児童公園を不法占拠」と題した動画を投稿し、その動画説明文の中で「12月○日に突撃します（笑）後期待ください！」（原文ママ）と述べ、12月中の直接抗議を予告した。また11月20日から12月2日にかけて大阪・京都で6回街宣活動を行い、その際に「初級学校は勧進橋児童公園に無断でゴールポストや朝礼台を置いている」「12月の何日かは言わへんけど、徹底的に糾弾して、ゴールポストを初級学校に放り込む」などと具体的な抗議活動をにおわせる発言をした。
西村・荒巻らは在特会と主権会、そして荒巻が代表を務める関西の右派系市民活動家の集まりであるチーム関西のメンバーらに抗議活動への参加を促すため、街宣後の懇親会等で抗議計画について意思疎通を図ったほか、閲覧制限がかけられたmixi内のBの日記上に抗議計画の詳細を掲載した。

## 事件当日
2009年（平成21年）12月4日午後1時頃、西村・荒巻を筆頭に、在特会関西支部長の川東大了、主権会関西支部長、チーム関西のカメラマンなど合計11名が勧進橋児童公園に集まり、隣接する初級学校の正門前で抗議街宣を開始した。
西村らは拡声器を用い、あるいは肉声で以下のような怒号を上げた。
また西村らは公園から搬出した朝礼台を初級学校の門扉に打ち当て、サッカーゴールを公園内に横倒しにするなどしてこれらの引取りを要求した。さらには公園内に設置されていた初級学校所有のスピーカーの配線コードをニッパーで切断した。
当日は金曜日であり、校内には近隣の朝鮮学校の在籍者も含めて約170人の児童が居たが、危険を避けるため全員が講堂に集められた。脅えて泣き出す児童もいたという。初級学校側は校門を閉じた上で教職員らが校内から応対したが街宣は収まらず、やがて事態を聞きつけた児童の保護者や地元在住の初級学校OBも集まり始め、街宣参加者らと小競り合いを起こすなど現場は騒然とした。初級学校からの通報を受けて京都府警の警察官らも駆けつけたが、口頭でやめるよう注意するのみで積極的な制止措置はとらなかった。
結局西村らは約46分間に渡って街宣を行い、その後解散した。撮影を担当したEらは当日中に動画投稿サイト「YouTube」「ニコニコ動画」に街宣の様子を映した動画をアップロードし、多いもので10万回以上再生されるなど話題を集めた。

## 事件後の動き

### 初級学校側
初級学校側は2009年（平成21年）12月22日までに街宣参加者数人を威力業務妨害などの容疑で刑事告訴した。また翌2010年（平成22年）になっても在特会などの主催する抗議活動が相次いだため、初級学校周辺で同校への誹謗中傷を含む街宣を行うことを禁止する仮処分を京都地裁に申し立て、3月24日付で仮処分が認められた。しかし仮処分後も同様の活動が続いたため、京都地裁に間接強制の申し立てを行い、5月19日付で仮処分決定違反時に100万円の制裁金を支払わせる旨の決定が下された。
3月28日には大学教授や弁護士らの呼びかけで本事件に抗議する集会が開かれ、主催者発表によると900人が参加した。集会後、京都市東山区の円山公園から京都市役所までデモ行進が行われたが、その際に後述する在特会側のデモと接触し、トラブルが生じた。

### 抗議者側
在特会は事件の当日に「関西支部が在日朝鮮人に不法占拠されてきた児童公園を奪還！」と題した記事を公式サイト上に掲載し、抗議は成功裏に終わったと報告した。また2009年（平成21年）12月21日には初級学校校長らを都市公園法違反の容疑で刑事告発している。
在特会に抗議依頼をおこなった住民男性はアップロードされた動画で事件のことを知り、若干やり過ぎではないかと感じつつも、感謝の意を込めて相場以上のカンパを行ったという。
翌2010年（平成22年）1月14日にはA率いる在特会京都支部とD率いる主権会関西支部の主催、C率いる在特会大阪支部ほか3支部の共催で「朝鮮学校による侵略を許さないぞ！京都デモ」と称する抗議デモ（以下「1.14デモ」と表記）が初級学校周辺で行われた。デモには在特会副会長のFなど約50人が参加し、「朝鮮人は保健所で処分しろ」などといったシュプレヒコールが上げられた。初級学校側は課外授業を実施し、児童らを校外に避難させる措置を講じた。
さらに前記仮処分後の3月28日には、主権会関西支部の主催、在特会京都支部の共催で「在日無年金・朝鮮学校不法占拠を許さないデモ行進」と称する抗議デモ（以下「3.28デモ」と表記）が再び初級学校周辺で行われた。こちらのデモにはFに加えて主権会代表の西村修平も参加し、前回よりも多い約100人の参加者が「ゴキブリ朝鮮人、ウジ虫朝鮮人は朝鮮半島へ帰れ」「京都をキムチの臭いにまみれさせるな」といったシュプレヒコールを上げた。なお前記仮処分について在特会側は、初級学校側の不備で仮処分決定通知書を受領できず、事前に内容を知り得なかったと主張した。
またこれらの動きと並行して、後述するマスメディア・弁護士会などによる在特会・主権会への批判に反論・抗議する活動を行った。

## 事件の反響

### マスメディア
事件直後の2009年（平成21年）12月18日、東京新聞は「外国人いじめ 不満はけ口」と題した記事を掲載し、「事件は不況の影響で民族差別に走った者による言い掛かりである」とする鵜飼哲一橋大学教授の見解を紹介した。在特会と主権会はこの記事が「不法占拠問題を民族差別問題にすり替えるものだ」と主張して、翌12月19日に東京新聞本社前で抗議街宣を行った。
また在特会と主権会は、毎日放送のニュース番組『VOICE』が12月23日の放送でこの事件を取り上げ、「抗議する権利はあるとしても、だからと言って差別的な発言が許されるわけではない」と在特会側に批判的な報道を行ったとして、「我々を差別排外主義者に仕立て上げる捏造報道だ」と反発し、翌2010年（平成22年）1月13日に毎日放送本社前で両団体関西支部主催の下、抗議街宣を行った。
アメリカの日刊紙であるニューヨーク・タイムズも、日本における新たな排外主義運動を取り上げた8月28日付の記事でこの事件について言及し、「新しいタイプの超国家主義組織 (ultranationalist group) の出現である」と論じた。

### 弁護士会
京都弁護士会は2010年（平成22年）1月19日、村井豊明会長名で「朝鮮学校に対する嫌がらせに関する会長声明」を発表し、今回の事件は「批判的言論として許される範囲を越えて国籍や民族による差別の助長・煽動に該当する」決して許されないものであり、違法な行為に該当する可能性があるので、警察は必要な対処を取るべきであるとした。在特会は即日反論声明を発表し、「法曹関係者による犯罪行為の助長、民主主義と言論の自由の否定である」として、村井会長に声明文の撤回と謝罪を要求した。さらに主権会は、2月10日に京都弁護士会館前で抗議街宣を行い、村井会長に対して声明文の撤回と弁護士廃業、土下座などを要求した。
3月10日、近畿弁護士会連合会は「在日コリアンの子どもたちに対する差別を非難し、差別防止のための施策の充実を求める決議」を理事会で採択し、「今回の在日コリアンの子どもたちへの脅迫的言動および弁護士会に対する妨害活動を強く非難する」との声明を発表した。
また、2011年（平成23年）9月30日に関東弁護士会連合会で採択された「外国人の人権に関する決議」では「排外主義的主張を標榜する団体による外国人に対する差別・迫害事件」の具体例として当事件が挙げられている。

### 国会・行政
2010年（平成22年）3月25日、参議院外交防衛委員会で日本共産党の井上哲士委員がこの事件について言及し、「ひどい嫌がらせ」「人権侵害」であると述べた。この発言を受けて在特会・主権会は4月20日、参議院議員会館前で井上議員に対する抗議街宣を共同で行い、F名義の公開質問状を送付した。
また西村らが逮捕された後の2010年（平成22年）12月17日に公安調査庁が公表した「内外情勢の回顧と展望（平成23年1月）」で当事件が取り上げられ、「排外的主張を掲げ執拗な糾弾活動を展開する右派系グループ」が起こした事件の一例として記された。

### 日本国外
2010年（平成22年）3月16日、国際連合人種差別撤廃委員会は日本の報告に対する最終見解を発表した。その中で「在日韓国・朝鮮学校 (Korean schools) に通う生徒を含むグループに対する不適切で下品な言動、及び、インターネット上での、特に部落民に対して向けられた有害で人種主義的な表現や攻撃という事象が継続的に起きていることに懸念をもって留意する」とした上で、日本政府に対し、ヘイトクライムの可罰化を義務付ける人種差別撤廃条約第4条(a)(b)の留保を縮小・撤回し憎悪的・人種差別的表明の取締りを進めるよう要請した。
これに対して在日特権を許さない市民の会（在特会）の桜井誠は「我々の抗議行動がレイシズムに基づくものだと言い掛かりをつけている」として、3月19日に国際連合広報センター前で抗議街宣を行うとともに、「在日朝鮮人は原住民であるところの日本人に対するアパルトヘイトに及んでおり、在特会は国連の意向に従ってこれを止めさせるため、勧進橋児童公園の不法占拠を排したものである」という内容の反論書面をFに作成させ、4月2日付でこれを国連広報センターに送付した。

また2011年（平成23年）4月8日にアメリカ国務省が発表した「2010年国別人権報告書」では、当事件について以下のような言及がなされた。

## 法的責任の追及

### 刑事事件

#### 逮捕・起訴
2010年（平成22年）8月10日、京都府警は本事件に関して西村・荒巻・川東他1名、計4名を威力業務妨害などの容疑で逮捕するとともに桜井誠在特会会長の自宅ほか12か所を捜索し、パソコンなどの資料を押収した。また8月27日には本事件に参加した他の7名も組織犯罪処罰法違反容疑などで書類送検されたが、西村ら4名に比べて関与の程度が薄いことを理由に9月1日付で起訴猶予処分とされた。4名は同日付で起訴された。
その後、西村・荒巻・川東の3名は徳島県教組業務妨害事件に関して勾留中に再逮捕され、9月29日付でこちらも起訴された。そのためこの3人については当事件と徳島の事件とを併合して京都地裁で審理することになった。

#### 公判
公判ではチーム関西による侮辱罪および威力業務妨害罪、Cによる器物損壊罪の成否が争点となった。西村らは、
- 侮辱罪の規定は明確性の原則に反して違憲無効である。仮にそうでなくともこれを政治的言動に対して適用することは違憲である。
- 本事件での西村らの行為は相当な目的による相当な態様の抗議活動であり、法益侵害の程度が低いものであるから、正当な政治的表現行為として違法性がない。
- 川東による配線コード切断は政治的表現行為の一環である上、危険な状況を解消するための緊急避難行為であるから違法性が阻却される。

として全面無罪を主張したが、京都地裁は審理の結果、
- 侮辱罪の構成要件は明確であり、また政治的目的を有するからといって公然と人を侮辱する行為が全て許されることになるわけではない。
- 被告人らは約46分間にわたって拡声器を使うなどして被害者らに対する侮蔑的な言辞を大音量で怒号した上、被害者らの所有物を移動させてその引取りを執拗に要求するなどの実力行使に及んで喧噪を生じさせたものであり、その行為に許容される余地はない。
- 配線コードの切断を正当な政治的表現とみる余地はないし、配線コードの切断が公園利用者の危険除去のために緊急に必要であったとは言えない。

と判断し、侮辱罪・威力業務妨害罪・器物損壊罪の成立を認めた。また徳島の事件についても西村・荒巻・川東を有罪とした。
その上で、犯行態様が悪質であるにもかかわらず被告人らには反省の様子が見られないと指摘しつつも、4名とも見るべき前科がなく今後は活動手法を改める旨述べているという事情も認められるとして、2011年（平成23年）4月21日、西村を懲役2年・執行猶予4年、荒巻・川東を懲役1年6月・執行猶予4年、Dを懲役1年・執行猶予4年とする判決を言い渡した。
A・B・Cは控訴せず有罪判決が確定したが、Dは「自身の言動は侮辱罪などを構成するほどのものではなく、A・B・Cによって罪にあたる言動がなされることは認識していなかった」などの理由を挙げて無罪を主張し、大阪高裁に控訴した。しかし大阪高裁は同年10月28日、Dが以前からAと共同で街宣活動を行っていたことから、DはAが日常的に用いていた侮蔑語を発したり実力行使に及んだりすることを予め認識した上で当事件に臨んでいたと認定し、共犯としての罪責を免れないとしてDの控訴を棄却した。Dはさらに上告したが、最高裁は2012年（平成24年）2月23日付で上告を棄却する決定を下し、これによりDの有罪判決も確定した。

#### 初級学校側
一方、在特会の告発などにより、初級学校に対する都市公園法違反容疑での捜査も進められた。2010年（平成22年）8月27日には初級学校の前校長が、京都市が管理する公園を無許可で占用したとして、京都府警により同法違反の容疑で書類送検された。前校長は9月1日に略式起訴され、9月9日付で京都簡裁から罰金10万円の略式命令を受けた。

### 民事訴訟
2010年（平成22年）6月28日、初級学校を運営する学校法人京都朝鮮学園は本事件・1.14デモ・3.28デモへの参加者らを被告とする民事訴訟を京都地裁に提起した。
原告は本事件・1.14デモ・3.28デモがいずれも不法行為にあたり、それぞれ1000万円の損害を原告に与えたとした上で、全ての活動に参加または関与した在特会（団体）・主権会こと西村・荒巻・松本修一の1団体6名に3000万円を、1.14デモと3.28デモにのみ参加したFとほか1名に2000万円を、それぞれ連帯して賠償するよう求めた。また同時に被告らによる初級学校への面談の強要や学校周辺での街宣・ビラ配布、それらの活動に対するAの父親による自動車の提供を禁止する内容の差止め請求を併せて行った。
原告側は京都弁護士会の弁護士を中心とする98名の弁護団を組み、被告側は徳永信一弁護士を代理人に立てた。
1審の京都地裁は2013年（平成25年）10月7日、原告の主張を認め、街宣禁止（移転後の所在地を中心とした半径200メートル以内も含めて）と1226万円3140円（一度目が554万7710円、二度目が341万5430円、三度目が330万円）の賠償（仮執行宣言付き）を在特会・主権会のメンバー8人（西村修平など、ただし、両方に属していない者もいる）に命令。判決文の中では、裁判所が人種差別撤廃条約の直接の名宛人として国際法上の義務を負う、との解釈を示した。また、賠償金の算定根拠としては、無形損害の評価にあたって日本国政府が留保している人種差別撤廃条約第4条のa,bも適用され、それをもとに高額の賠償金を算定した。被告側は21日、判決を不服として控訴した。
2014年7月8日、大阪高裁は1審判決を支持し、被告側の控訴を棄却。高裁判決文の中では、地裁判決の人種差別撤廃条約の直接適用を否定し、間接適用説から判決理由が出された。また、判決では「民法に基づき、具体的な損害が発生して初めて賠償を科すことが可能」であり、現行法ではヘイトスピーチにおける損害賠償及び街宣差し止めは具体的な被害者及び具体的な損害を立証することが必要とし、人種差別撤廃条約第4条を理由とした高額の賠償金支払いを命じた京都地裁の論拠を否定したものの、京都地裁が決定した賠償金額はそのまま追認した。
事実認定では「本件学校も、本件公園の使用に際して届出や許可申請をしたことはなかった。」「本件公園は、都市公園法の規制が適用される公の施設であり、サッカーゴール等の物件を常時設置してこれを占用することは、京都市長の許可がない限り違法である。」「平成21年5月頃から、京都市に対しては、複数の近隣住民から、本件学校の本件公園の使用に関する苦情が寄せられ始めた。その内容は、本件学校が本件公園を校庭として使用していることや、住民が使用しようとした際に本件学校関係者と言い争いになったこと等を訴えるものであった。 」「同年10月4日にも京都市から許可を得ることなく本件公園で運動会を行い、これに対しても、違法駐車や放送の音量、また酒類の販売や飲酒がされていたことについて近隣住民から苦情が寄せられた。」と朝鮮学校による不法占拠や近隣住民とのトラブルの存在が認められたものの、 「控訴人らは、本件活動は、仮に差別的な目的を併有していたとしても、朝鮮学校による公園の不法占拠を糾弾し、その継続を阻止して周辺地域の法秩序を回復するという目的に基づくものであり、（略）主として公益を図る目的であった旨主張する。しかし、本件活動は、本件学校が無許可で本件公園を使用していたことが契機になったとはいえ、本件発言の内容は、本件公園の不法占拠を糾弾するだけでなく、在日朝鮮人を劣悪な存在であるとして嫌悪・蔑視し、日本社会で在日朝鮮人が日本人その他の外国人と共存することを否定するものであって、（略）主として公益を図る目的であったということはできない」といった文章も追加された。
7月17日、被告側は判決を不服として最高裁へ上告した。
2014年12月9日、最高裁第三小法廷は被告側の上告を棄却。1審・2審判決が確定した。

## その後

### 初級学校側
初級学校は事件後も授業で公園の使用を続けていたが、不満を持つ地元住民が2011年（平成23年）夏に要望書を京都市に提出したこともあり、市から運動場としての使用を禁止されることになった。事件を受けて保護者の不安が高まったことや、折からの児童数減少もあり、初級学校を運営する学校法人京都朝鮮学園は、同年秋に初級学校の休校（事実上の廃校）と市内に三つある各初級学校の統廃合を決定。初級学校の児童らは2012年（平成24年）度から京都朝鮮第三初級学校（→京都朝鮮初級学校に改称）に移され、2013年（平成25年）4月に同校は伏見区の新校舎へ移転した。

### 抗議者側
在特会など抗議者側の多くは現在も当事件を全面的に正当化する姿勢を崩しておらず、当事件を「日本を守るための正義の戦い」、逮捕された参加者を「勇士」と呼んで賞賛している。在特会筆頭副会長の八木康洋は、「在特会は彼等がこれ以上罪を重ねないようにしてあげたのだから、逆に感謝してもらいたいくらい」「裁判では朝鮮学校の支援者達が大量に傍聴に来て、100人近い弁護士が代理人となっているが、誰一人として朝鮮学校の違法行為を（教職員ら）に教えてやらなかったのが不思議」と主張する。また、同会会員の瀬戸弘幸は「歴史的な快挙であり、歴史的な偉業でもある。しかし、この偉業を達成するには関西地方における愛国者の勇敢なる戦いがあった。大きな犠牲を払って勝ち取った成果」と自身のブログに書き綴っている。
事件からちょうど1年目にあたる2010年（平成22年）12月4日には在特会の東京・京都・北海道・宮城4支部が「勧進橋児童公園奪還一周年記念」などと題したデモを行い、翌2011年（平成23年）12月4日にはチーム関西のメンバーらが京都市内で「勧進橋児童公園奪還二周年」を記念するパーティーを開催した。2014年12月7日には在特会による京都市内八坂神社からのデモ行進が行われた。
2012年（平成24年）5月10日には西村・荒巻・松本がロート製薬強要事件で逮捕され、同年12月にはAに実刑判決が言い渡された。
他方で、この事件をきっかけに在特会などの活動から手を引いた者も現れた。チーム関西のまとめ役の一人として街宣に参加し起訴猶予処分を受けた50代後半の男性は「これを契機に過激な言動を控え、運動を社会的に広げる方向に向かうべきだ」と主張したが受け容れられず、失望して活動の現場を離れた。また、在特会の地方支部長を務めていた50代の男性は、「在特会は違法行為である本事件を全面的に肯定した結果、ただ騒ぎたい連中ばかりが台頭するようになり、『逮捕上等・愛国無罪』の組織になってしまった」と述べ、2011年（平成23年）に支部長職を辞して会を去った。
また、主権回復を目指す会は事件後、「西村修平は事件には関与していない」とし、近隣の住民から京都朝鮮学校の不法について相談を受けた4名が、この巨大な権力に対し、何の後ろ盾もない身でありながら勇気を持って抗議したのが事の真実であるとしつつも、「その大義を世に問う手法が正しいものであったかどうか、世論の賛同を得たかどうかを考えるとき、深く反省するところがある」と発表し、過激化した街宣を自己批判する声明を発表した。その後、同団体と在特会は過激なヘイトスピーチをめぐって対立することとなった。